# Mini Coupé

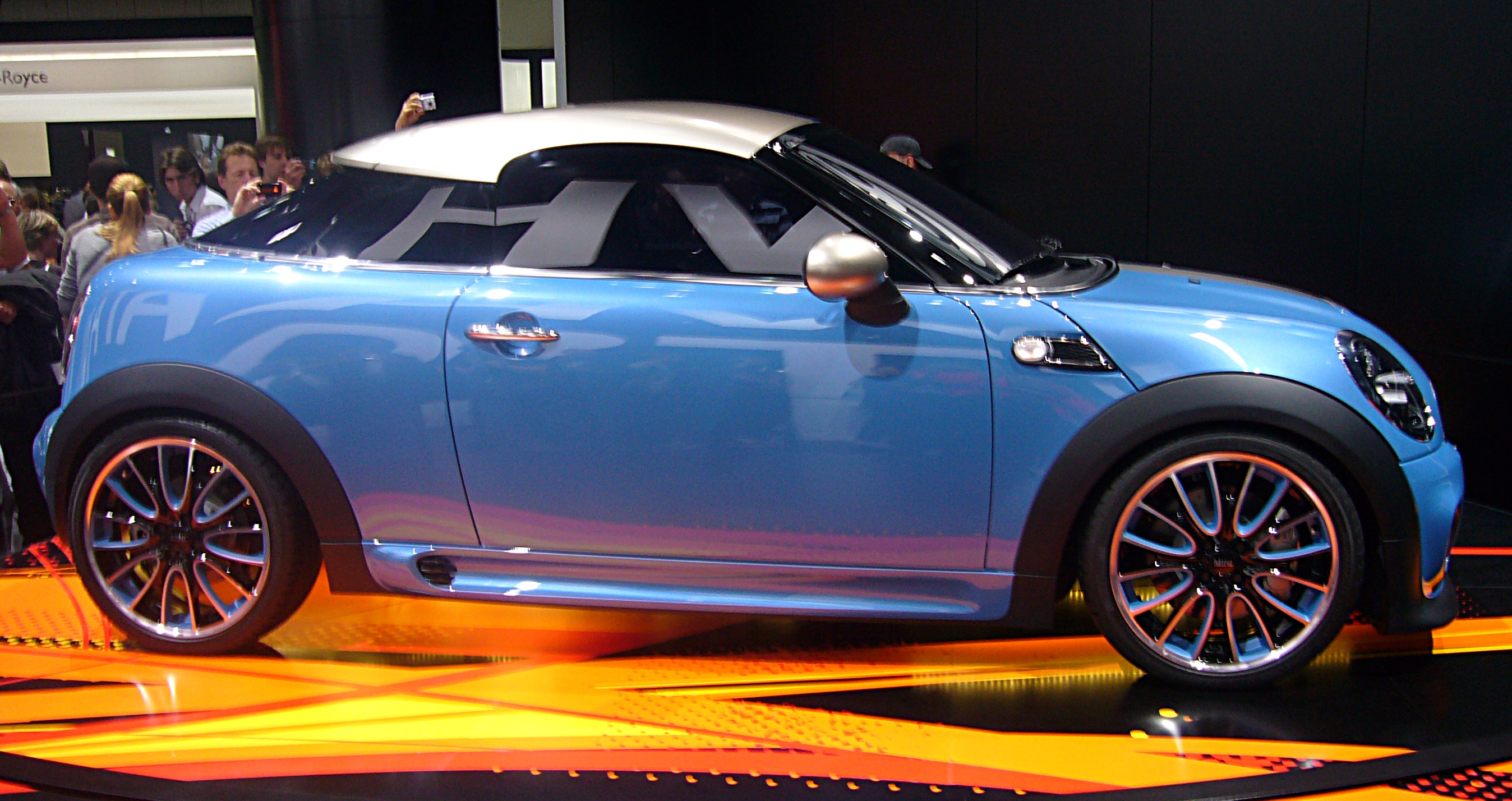
Niedriges Dach (Concept 2009)

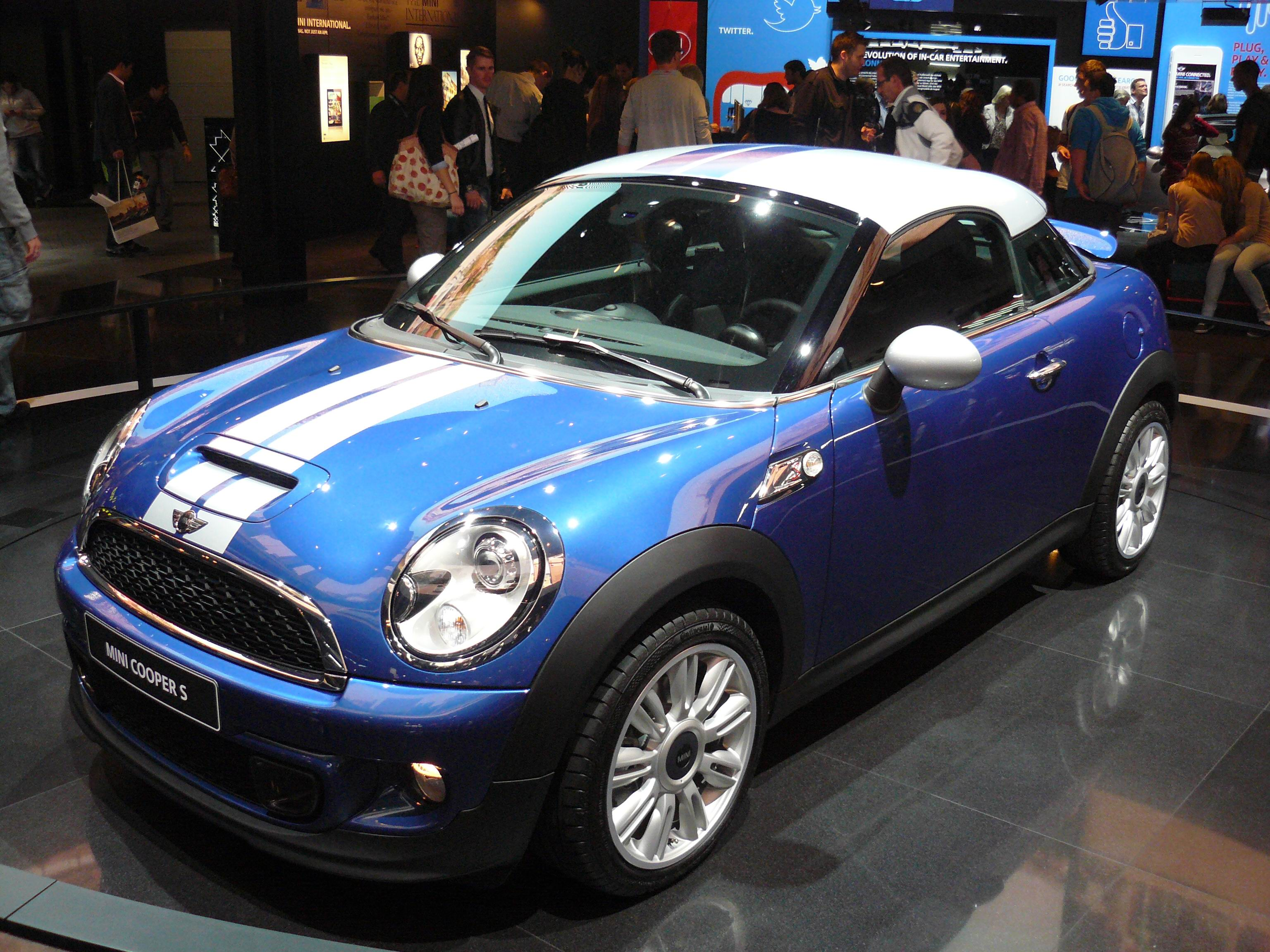
Front des Mini Coupé (2011)

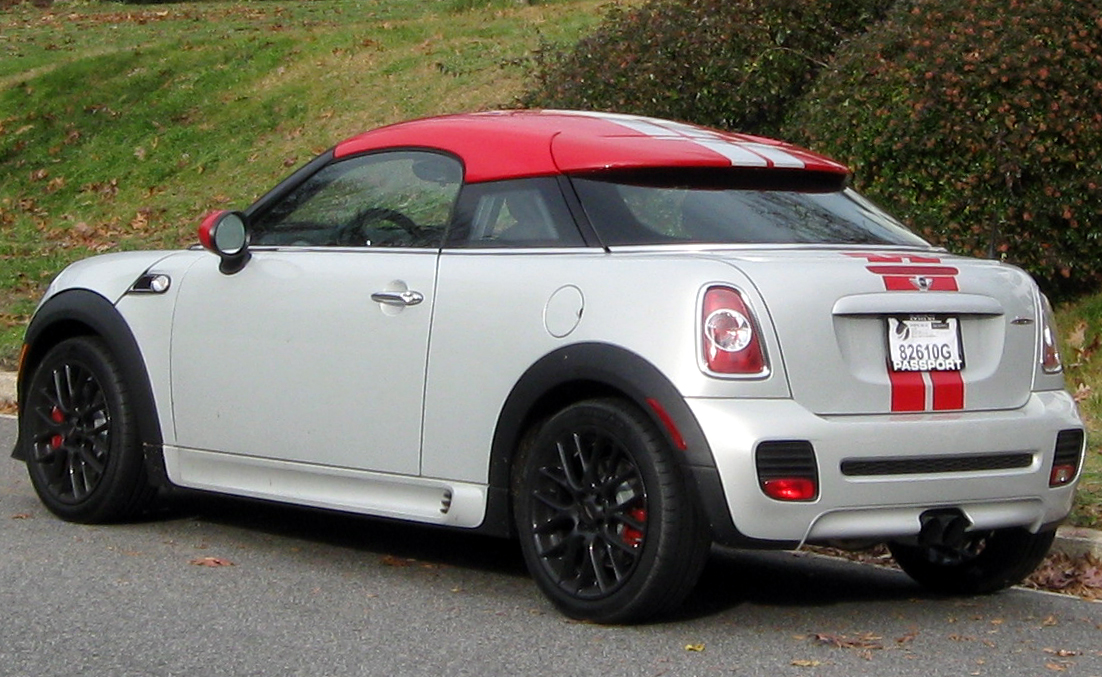
Kleine Fensterflächen

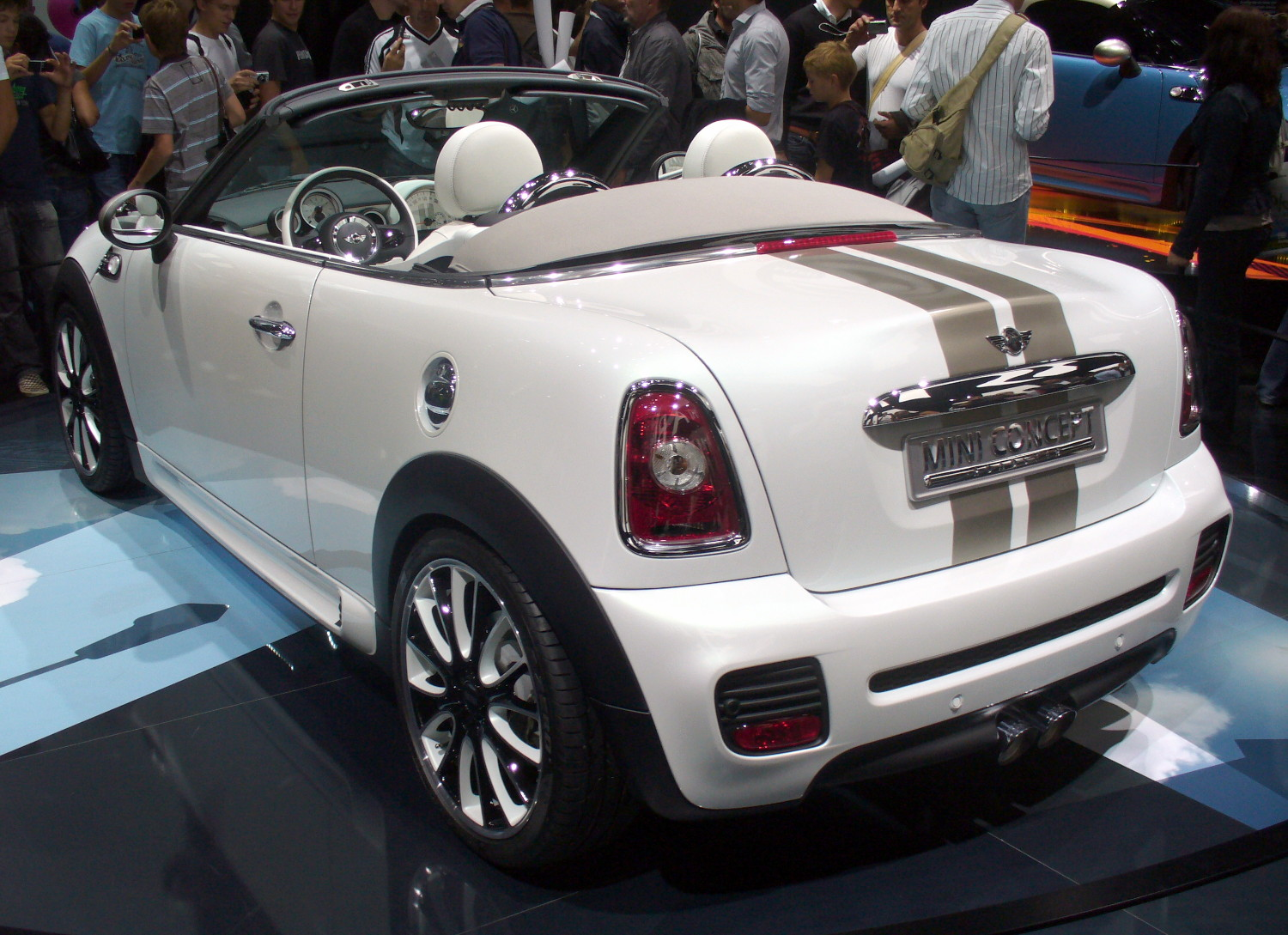
Roadster als Studie (2009, IAA)

Der Mini Coupé ist ein sportlicher, zweisitziger Kleinwagen erzeugt vom deutschen BMW-Konzerns unter der Marke Mini. Er wurde im Oktober 2011 in den Markt eingeführt und in Deutschland bis 2015 verkauft.

## Geschichte
Mini produzierte mit dem Coupé ein Fahrzeug mit auffälligem Design. Eine Studie wurde 2009 auf der IAA vorgestellt. Die Optik wird vor allem durch das Fahrzeugdach bestimmt, von dem Mini-Design-Direktor Gert Hildebrand sagte, er habe sich von einer verkehrt herum aufgesetzten Baseballkappe inspirieren lassen. Etwa im März 2012 erschien zusätzlich eine Variante mit Stoffdach als Roadster; sein Stoffdach hat eine beheizbare Glasheckscheibe. Auf Wunsch war eine halbautomatische Betätigung erhältlich. Beide Modelle wurden in Oxford hergestellt. Im Jahr 2015 wurden Coupé und Roadster ersatzlos eingestellt.

## Technik
Das Fahrzeug ist 3,73 Meter lang, die Windschutzscheibe wurde gegenüber der Mini-Kombilimousine schräger gestellt und die Heckscheibe fällt flacher aus, beides Maßnahmen, die die Sicht beeinträchtigen. Der Kofferraum des Coupés fasst 280 Liter. Das Automobil wirkt durch den niedrigen Schwerpunkt und die geringe Bauhöhe (knapp zwei Zentimeter weniger als die Kombilimousine) sportlicher; objektiv ruhen 63 % (Modell John Cooper Works) der Masse auf der Vorderachse. Das Fahrwerk mit Alu-Lenkern vorn und Mehrlenkerachse-Hinterachse entspricht dem der Mini-Kombilimousine. Der tiefere Schwerpunkt und Karosserie-Versteifungen verbessern das Fahrverhalten weiter.
Eine Besonderheit ist, dass bei 80 km/h automatisch ein Heckspoiler ausfährt; alternativ kann er durch Knopfdruck ausgefahren werden. Er bewirkt 40 kg Abtrieb.
Mini bot die Motorvarianten Cooper, Cooper S, Cooper SD und John Cooper Works (JCW) an, jeweils mit einer 6-Gang-Handschaltung oder einem Automatikgetriebe (in Deutschland nicht beim JCW).

## Technische Daten
| Modell                        | Cooper                                                 | Cooper S                                               | Cooper SD                                              | JCW                                                    |
| ----------------------------- | ------------------------------------------------------ | ------------------------------------------------------ | ------------------------------------------------------ | ------------------------------------------------------ |
| Kraftstoff                    | Benzin                                                 | Benzin                                                 | Diesel                                                 | Benzin                                                 |
| Motor                         | 4-Zylinder-Reihenmotor (Viertakt), vorn quer eingebaut | 4-Zylinder-Reihenmotor (Viertakt), vorn quer eingebaut | 4-Zylinder-Reihenmotor (Viertakt), vorn quer eingebaut | 4-Zylinder-Reihenmotor (Viertakt), vorn quer eingebaut |
| Motorsteuerung                | hängende Ventile, obenliegende Nockenwelle(n)          | hängende Ventile, obenliegende Nockenwelle(n)          | hängende Ventile, obenliegende Nockenwelle(n)          | hängende Ventile, obenliegende Nockenwelle(n)          |
| Hubraum (cm³)                 | 1598                                                   | 1598                                                   | 1995                                                   | 1598                                                   |
| Leistung (kW/PS)              | 90 (122) bei 6000/min                                  | 135 (184) bei 5500/min                                 | 105 (143) bei 4000/min                                 | 155 (211) bei 6000/min                                 |
| Drehmoment (Nm)               | 160 bei 4250/min                                       | 240 bei 1600–5000/min                                  | 305 bei 1750–2700/min                                  | 260 (280 mit Overboost) bei 1850–5600/min              |
| Antrieb                       | Frontantrieb                                           | Frontantrieb                                           | Frontantrieb                                           | Frontantrieb                                           |
| Getriebe, serienmäßig         | 6-Gang-Schaltgetriebe                                  | 6-Gang-Schaltgetriebe                                  | 6-Gang-Schaltgetriebe                                  | 6-Gang-Schaltgetriebe                                  |
| Getriebe, optional            | Automatik (Steptronic)                                 | Automatik (Steptronic)                                 | Automatik (Steptronic)                                 | Automatik (Steptronic)                                 |
| Beschleunigung 0–100 km/h (s) | 9,0 (10,3)                                             | 6,9 (7,1)                                              | 7,9 (8,2)                                              | 6,4 (6,6)                                              |
| Höchstgeschwindigkeit (km/h)  | 204 (198)                                              | 230 (224)                                              | 216 (206)                                              | 240 (238)                                              |
| Radstand (mm)                 | 2467                                                   | 2467                                                   | 2467                                                   | 2467                                                   |
| Spurweite vorn/hinten (mm)    | 1459/1467                                              | 1459/1467                                              | 1459/1467                                              | 1459/1467                                              |
| Maße L × B × H (mm)           | 3734 × 1683 × 1390                                     | 3734 × 1683 × 1390                                     | 3734 × 1683 × 1390                                     | 3734 × 1683 × 1390                                     |
| Leergewicht (kg)              | 1165–1210                                              | 1240–1265                                              | 1250–1270                                              | 1240–1275                                              |
| Zuladung (kg)                 | 290                                                    | 290                                                    | 290                                                    | 205–215                                                |

- Werte in ( ) Klammern stehen für Automatik-Getriebe Steptronic.

## Absatzzahlen
| Jahr              |      |  | Stück  |        |
| 2012              | 2012 |  | 8.436  | 8.436  |
| 2013              | 2013 |  | 11.311 | 11.311 |
| 2014              | 2014 |  | 3.810  | 3.810  |
| 2015              | 2015 |  | 2.784  | 2.784  |
| Absatz Mini Coupé |      |  |        |        |

Der Roadster lag in ähnlicher Größenordnung wie das Coupé. Dem standen vom Mini Cabrio im Jahr 2012 über 21.160, 2013 über 24.470 und 2014 über 17.300 Fahrzeuge Verkäufe gegenüber. Die Kombilimousine erreichte Zahlen über 140.000.